# Bugs Bunny Builders
Bugs Bunny Builders (Perninha em Obras no Brasil ou Bugs Bunny: Mãos à Obra em Portugal) é uma série de animação em interativa americana produzida pela Warner Bros. Animation, baseado nos personagens Looney Tunes e Merrie Melodies. A série foi ao ar em 25 de julho de 2022 no Cartoon Network em seu bloco pré-escolar Cartoonito e foi lançada em 26 de julho na HBO Max. É a segunda série pré-escolar da franquia Looney Tunes, seguindo Baby Looney Tunes em 2001.
No Brasil, a série estreou em 26 de julho de 2022 na HBO Max e no Cartoonito Brasil e foi ao ar em 30 de julho no Cartoon Network Brasil. Na TV aberta, a série estreou no 6 de abril de 2024 no SBT, através do programa infantil Sábado Animado.
Em Portugal, a série teve antestreia em 1 de maio de 2023 e estreia em 6 de maio no Cartoonito Portugal.
Foi exibido um Especial de Natal no fim do ano de 2022 da série.

## Premissa
Na ACME Construction Company, Pernalonga e Lola gerenciam uma equipe inepta de construtores. Trabalhando juntos como uma equipe, Patolino, Gaguinho, Piu-Piu e outros usam suas ferramentas e veículos selvagens para realizar alguns dos trabalhos de construção mais loucos de todos os tempos.

## Elenco e Personagens
| Ator / Voz original | Personagem                         |
| ------------------- | ---------------------------------- |
| Eric Bauza          | Pernalonga                         |
| Eric Bauza          | Patolino                           |
| Eric Bauza          | Piu-Piu                            |
| Chandni Parekh      | Lola                               |
| Bob Bergen          | Gaguinho                           |
| Bob Bergen          | Cecil                              |
| Jeff Bergman        | Frajola                            |
| Jeff Bergman        | Frangolino                         |
| Alex Cazares        | Petunia                            |
| Fred Tatasciore     | Taz                                |
| Keith Ferguson      | Wile E. Coyote                     |
| Paul Julian         | Papa-Léguas (gravações de arquivo) |
| Debi Derryberry     | Hippety Hopper                     |
| Debi Derryberry     | Pussyfoot                          |
| Dawson Griffin      | Sniffles                           |
| Andrew Morgado      | George P. Mandrake                 |
| Candi Milo          | Pauleen Pinguim                    |

## Episódios
| N.º | Título                                                                | Dirigido por    | Escrito por                                                | Exibição original      | Cód. de produção | Audiência (milhões) |
| --- | --------------------------------------------------------------------- | --------------- | ---------------------------------------------------------- | ---------------------- | ---------------- | ------------------- |
| 1 | "O Toboágua (BR) Zona de Salpicos (PT)" "Splash Zone"                 | Joey Adams      | História por: Nicole Belisle Teleplay por: Laura Bowes     | 25 de julho de 2022    | 101              | N/A                 |
| O prefeito Frangolino contrata os Looney Builders para fazer uma margem para o Parque Aquático de Looneyburg. Ele continua adicionando o design com o apoio de Pernalonga até que surjam problemas.                              |                                                                       |                 |                                                            |                        |                  |                     |
| 2 | "O Sundae Derretido (BR) Mega Gelado (PT)" "Ice Creamed"              | Joey Adams      | Sarah Nerboso                                              | 25 de julho de 2022    | 102              | N/A                 |
| É aniversário de Taz, e os Looney Builders preparam um sundae enorme para ele. Mas Gaguinho não quer cometer erros e acaba atrasando as coisas, fazendo com que o sorvete comece a derreter.                                     |                                                                       |                 |                                                            |                        |                  |                     |
| 3 | "Correndo na Pista (BR) Uma Pista Muito Louca (PT)" "Race Track Race" | Andy Thom       | Sam Bissonnette                                            | 25 de julho de 2022    | 103              | 0.132               |
| Os Looney Builders correm contra o tempo para construir uma nova pista para Cecil Tartaruga. Patolino fica morrendo de vontade de apostar corrida e modifica parte do circuito                                                   |                                                                       |                 |                                                            |                        |                  |                     |
| 4 | "Medo de Dinossauro (BR) Dino-Susto (PT)" "Dino Fright"               | Lindsey Pollard | História por: Nicole Belisle Teleplay por: Sam Bissonnette | 25 de julho de 2022    | 104              | N/A                 |
| George P. Mandrake contrata os Looney Builders para construir um fóssil de tiranossauro rex. Piu-Piu fica encarregado de posicionar os ossos com o guindaste, mas seu medo do dinossauro afeta a capacidade de cumprir a tarefa. |                                                                       |                 |                                                            |                        |                  |                     |
| 5 | "A Casa Gelada (BR) Uma Casa Fresca (PT)" "Snow Cap"                  | Andy Thom       | Laura Bowes                                                | 25 de julho de 2022    | 105              | 0.091               |
| Os construtores são chamados para erguer uma casa de pinguim. Lola descobre que erraram no design. |                                                                       |                 |                                                            |                        |                  |                     |
| 6 | "O Pequeno Piu-Piu (BR) O Tweety Ajuda (PT)" "Tweety-Go-Round"        | Joey Adams      | Nicole Belisle                                             | 25 de julho de 2022    | 106              | N/A                 |
| Piu-Piu lidera a equipe na construção de um novo carrossel no parque para as crianças. Seu guindaste quebra e sua pequena estatura afeta sua capacidade de contribuir para a construção.                                         |                                                                       |                 |                                                            |                        |                  |                     |
| 7 | "A Casa do Taz (BR) Casa Inquebrável (PT)" "Smash House"              | Joey Adams      | História por: Sarah Nerboso Teleplay por: Nicole Bieisle   | 25 de julho de 2022    | 107              | 0.068               |
| Os Looney Builders descobrem que Taz acidentalmente destruiu a própria casa, então decidem construir um novo cafofo à prova de seu morador.                                                                                      |                                                                       |                 |                                                            |                        |                  |                     |
| 8 | "Dia de Folga (BR) Dia de Parque (PT)" "Play Day"                     | Ade Audish      | História por: Jake Fleisher Teleplay por: Ade Audish       | 25 de julho de 2022    | 108              | N/A                 |
| Os Looney Builders constroem um parquinho e Patolino fica tão empolgado com a própria seção que acaba roubando os materiais para si.                                                                                             |                                                                       |                 |                                                            |                        |                  |                     |
| 9 | "Pedras Para Que Vos Quero (PT)" "Rock On"                            | Andy Thom       | Nicole Belisle                                             | 26 de setembro de 2022 | 109              | N/A                 |
| Os Looney Construtores são contratados por Mac e Tosh Gopher para construírem uma toca. O Daffy não consegue remover as pedras depressa e falha na ajuda.                                                                        |                                                                       |                 |                                                            |                        |                  |                     |
| 10 | "A Vez dos Pequenos (PT)" "Buzz In"                                   | Lindsay Pollard | Jo Claes                                                   | 27 de setembro de 2022 | 110              | N/A                 |
| A mãe de Bizzy Buzzard contrata os Looney Construtores para fazerem uma nova casa para a família. Bizzy quer ajudar, mas está sempre a criar problemas.                                                                          |                                                                       |                 |                                                            |                        |                  |                     |
| 11 | "Uma Casa Para os Livros (PT)" "Stories"                              | Lindsay Pollard | Christian Marsh Reiman                                     | 28 de setembro de 2022 | 111              | N/A                 |
| Os Looney Construtores são contratados por Hoots Talon para ampliarem e pintarem a biblioteca. Eles recrutam o pintor Silvestre, que enfrenta o seu medo de alturas.                                                             |                                                                       |                 |                                                            |                        |                  |                     |
| 12 | "Demasiado Queijo (PT)" "Cheesy Peasy"                                | Lindsay Pollard | Nicole Belisle                                             | 29 de setembro de 2022 | 112              | N/A                 |
| Os Looney Construtores são contratados pelas Manas Ratinho para construírem uma ponte sobre um derrame de macarrão com queijo. Lola transforma a tarefa num jogo.                                                                |                                                                       |                 |                                                            |                        |                  |                     |
| 13 | "Ciência Louca (PT)" "Looney Science"                                 | Joey Adams      | Jo Claes                                                   | 30 de setembro de 2022 | 113              | N/A                 |
| Os Looney Construtores constroem um Museu da Ciência no deserto, enquanto o Coiote se distrai com o Bib Bip. |                                                                       |                 |                                                            |                        |                  |                     |
| 14 | "Pé-Grande (PT)" "Big Feet"                                           | Andy Thom       | Kevin Fleming e Rob Janas                                  | 31 de outubro de 2022  | 114              | N/A                 |
| O Presidente Leghorn contrata os Looney Construtores para fazerem uma azenha na floresta, onde o Porky receia uma criatura mítica chamada Pé-Grande.                                                                             |                                                                       |                 |                                                            |                        |                  |                     |
| 15 | "Desarrumação Geral (PT)" "Squirreled Away"                           | Lindsay Pollard | Aydrea Walden                                              | 1 de novembro de 2022  | 115              | N/A                 |
| Os Looney Construtores constroem um armário na árvore do esquilo Tibs, mas não chega para todas as suas coisas e ele não quer abrir mão de nada.                                                                                 |                                                                       |                 |                                                            |                        |                  |                     |
| 16 | "Batalha na Praia (PT)" "Beach Battle"                                | Joey Adams      | Sam Bissonette                                             | 2 de novembro de 2022  | 116              | N/A                 |
| Quando os Looney Construtores entram num concurso de construções na areia, o Tweety vê os adversários e perde a confiança na sua ideia.                                                                                          |                                                                       |                 |                                                            |                        |                  |                     |
| 17 | "Hora do Jogo (PT)" "Game Time"                                       | Lindsay Pollard | Kevin Fleming e Rob Janas                                  | 3 de novembro de 2022  | 117              | N/A                 |
| O Chef Hector contrata os Looney Construtores para lhe fazerem uma hamburgueria, mas o Daffy está tão concentrado no seu jogo que cria grandes dificuldades.                                                                     |                                                                       |                 |                                                            |                        |                  |                     |
| 18 | "Super Horta (PT)" "Soup Up"                                          | Andy Thom       | Laura Bowes                                                | 4 de novembro de 2022  | 118              | N/A                 |
| Quando os Looney Construtores ajudam a Petunia a construir uma estufa, ela mal pode esperar para ver os vegetais crescer e faz tudo o que pode para acelerar o processo.                                                         |                                                                       |                 |                                                            |                        |                  |                     |
| 19 | "N/A" "Looneyburg Lights"                                             | Lindsey Pollard | Laura Bowes                                                | 5 de dezembro de 2022  | 119              | N/A                 |
| Os Looney Construtores preparam-se para dar um grande festival natalício no Parque de Looneyburg, quando uma tempestade de neve impede a população de participar.                                                                |                                                                       |                 |                                                            |                        |                  |                     |
| 20 | "N/A" "Looneyburg Lights Pt. 2"                                       | Joey Adams      | Nicole Belisle                                             | 5 de dezembro de 2022  | 119              | N/A                 |
| Os Looney Construtores preparam-se para dar um grande festival natalício no Parque de Looneyburg, quando uma tempestade de neve impede a população de participar.                                                                |                                                                       |                 |                                                            |                        |                  |                     |
| 21 | "Descolagem (PT)" "Blast Off"                                         | Joey Adams      | Kevin Fleming e Rob Janas                                  | 17 de abril de 2023    | 120              | N/A                 |
| Quando se despenha em Looneyburg, Marvin, o Marciano tem muita pressa de partir e contrata os Looney Construtores para lhe fazerem uma nova nave espacial.                                                                       |                                                                       |                 |                                                            |                        |                  |                     |
| 22 | "K-9: Cachorro Espacial (PT)" "K-9: Space Puppy"                      | Andy Thom       | Kevin Fleming e Rob Janas                                  | 17 de abril de 2023    | 121              | N/A                 |
| Marvin, o Marciano contrata os Looney Construtores para construírem uma casota em Marte para o seu cachorro K-9. Daffy torna-se amigo dele e quer prolongar a brincadeira.                                                       |                                                                       |                 |                                                            |                        |                  |                     |
| 23 | "A Prima Billy (PT)" "Cousin Billy"                                   | Lindsey Pollard | Sam Bissonnette                                            | 17 de abril de 2023    | 122              | N/A                 |
| Quando a prima fixe do Daffy contrata os Looney Construtores para lhe fazerem um estúdio de arte, o Daffy tenta provar que também é fixe.                                                                                        |                                                                       |                 |                                                            |                        |                  |                     |
| 24 | "Dias de Queijo (PT)" "Cheddar Days"                                  | Lindsey Pollard | Jo Claes                                                   | 17 de abril de 2023    | 123              | N/A                 |
| As Manas Ratinho contratam os Looney Construtores para construírem um café de queijo com um mural pintado pelo Silvestre, que está a ter um dia mau.                                                                             |                                                                       |                 |                                                            |                        |                  |                     |
| 25 | "O Taz Recicla (PT)" "Taz Recycle"                                    | Joey Adams      | Sam Bissonnette                                            | 17 de abril de 2023    | 124              | N/A                 |
| Os Looney Construtores constroem um veículo com uma bola demolidora para o Taz, mas ele tem dificuldades para o manobrar. |                                                                       |                 |                                                            |                        |                  |                     |
| 26 | "Escola do Mar (PT)" "Sea School"                                     | Lindsey Pollard | Sam Bissonnette                                            | 5 de junho de 2023     | N/A              | N/A                 |
| Os Looney Construtores enfrentam desafios debaixo de água quando constroem uma escola subaquática para a Moxie Manatim. |                                                                       |                 |                                                            |                        |                  |                     |
| 27 | "N/A" "Underwater Star"                                               | Lindsey Pollard | Kevin Fleming e Rob Janas                                  | 5 de junho de 2023     | N/A              | N/A                 |
| 28 | "N/A" "Party Boat"                                                    | Andy Thom       | Cassie Soliday                                             | 12 de junho de 2023    | N/A              | N/A                 |
| 29 | "N/A" "Mail Whale"                                                    | Joey Adams      | Laura Bowes                                                | 19 de junho de 2023    | N/A              | N/A                 |
| 30 | "N/A" "Bright Light"                                                  | Andy Thom       | Joe Morgan                                                 | 26 de junho de 2023    | N/A              | N/A                 |

## Recepção
A série ganhou recepção positiva dos críticos. Tierra Carpenter, da WISH-TV, diz: "Aproveitando a nostalgia dos pais, “Bugs Bunny Builders” é o programa que os pais esperavam para apresentar seus personagens favoritos de Looney Tunes a seus filhos. O programa foi projetado para ser engraçado em dois níveis, permitindo crianças a rirem junto com esses personagens, ao mesmo tempo em que incentivam os pais a ficarem na sala e assistirem juntos.